# Rue Madeleine-Michelis
La rue Madeleine-Michelis est une voie de la commune de Neuilly-sur-Seine, dans les Hauts-de-Seine, en France.

## Situation et accès

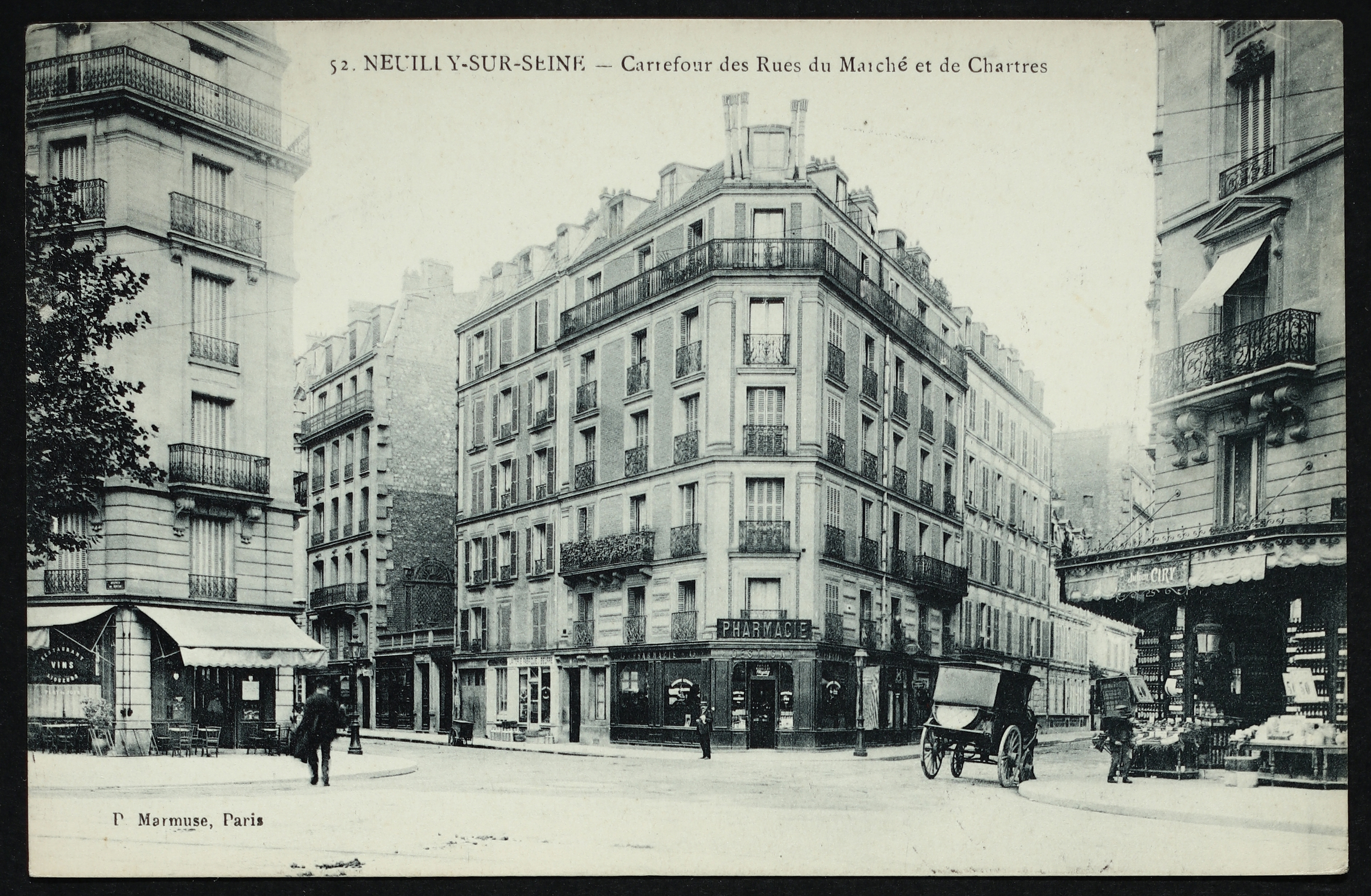
Au carrefour de la rue de Chartres.

Partant du nord, elle croise la rue Perronet et l'avenue du Roule.

## Origine du nom

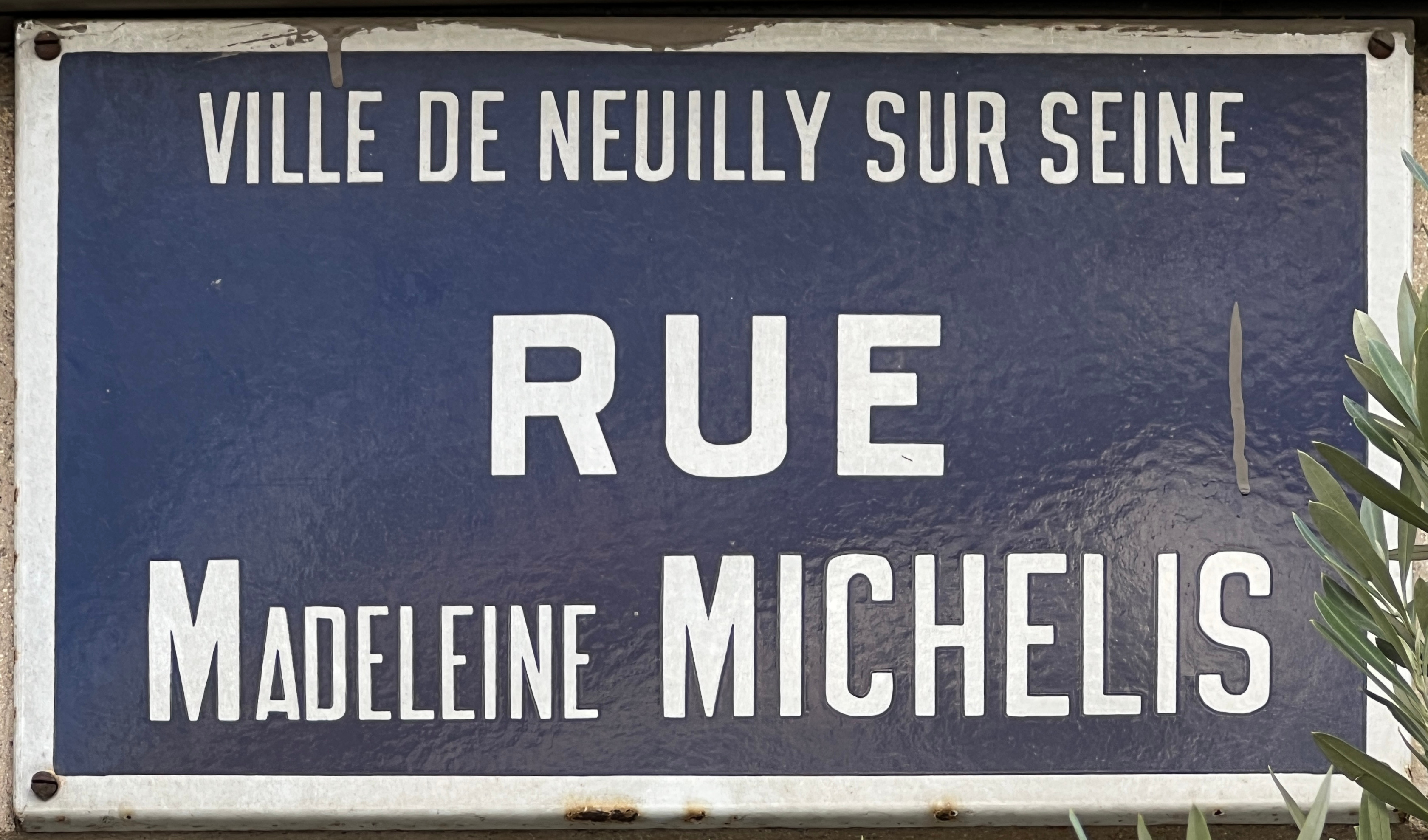
Plaque de la rue.

En 1944, le conseil municipal de Neuilly-sur-Seine renomma la rue du Marché en l'honneur de Madeleine Michelis,.

## Historique

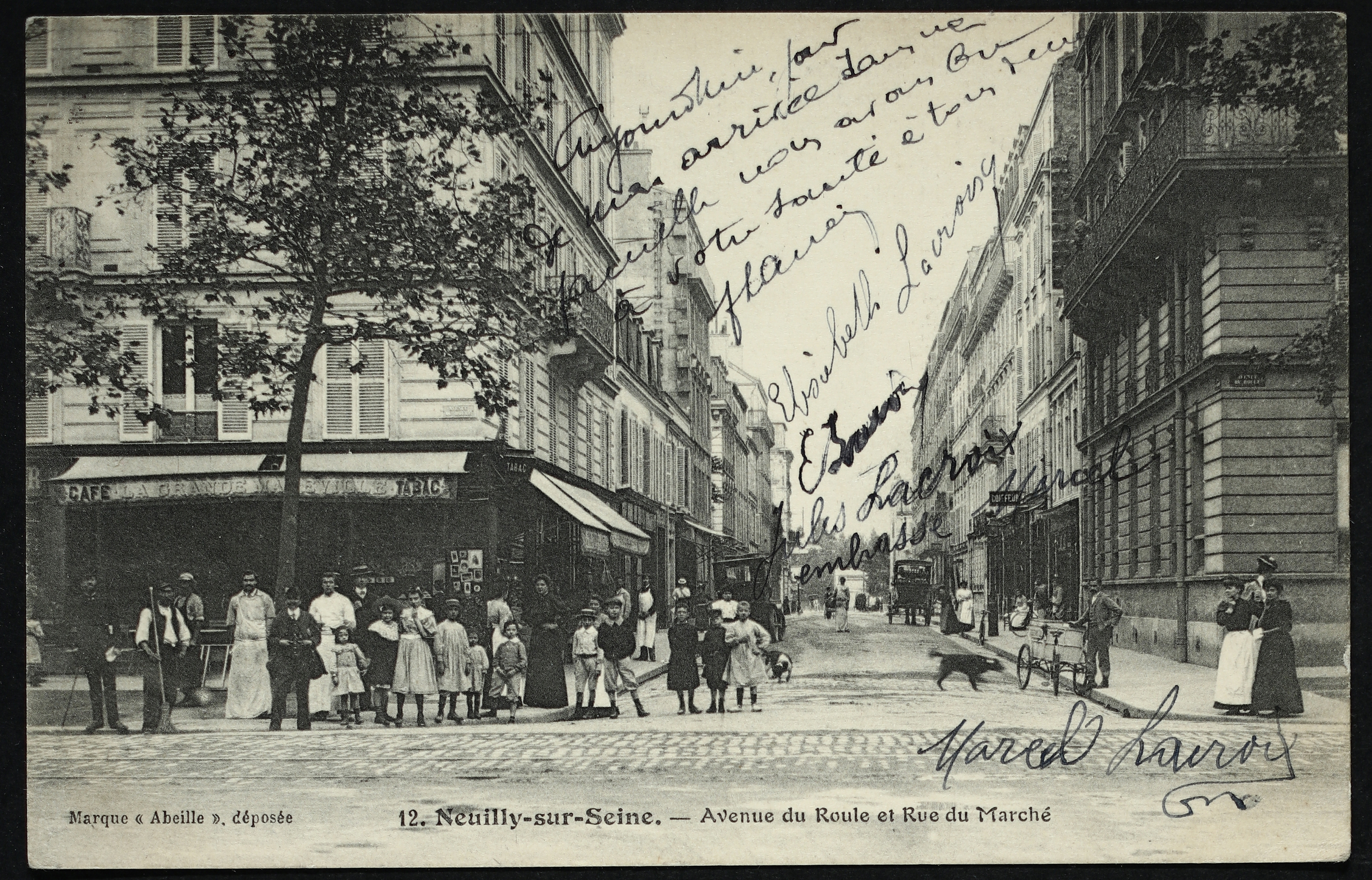
Avenue du Roule et rue du Marché.

Cette rue est l'ancienne rue du Marché,. Elle devait son nom au marché de la commune, installé place du Marché.

## Bâtiments remarquables et lieux de mémoire

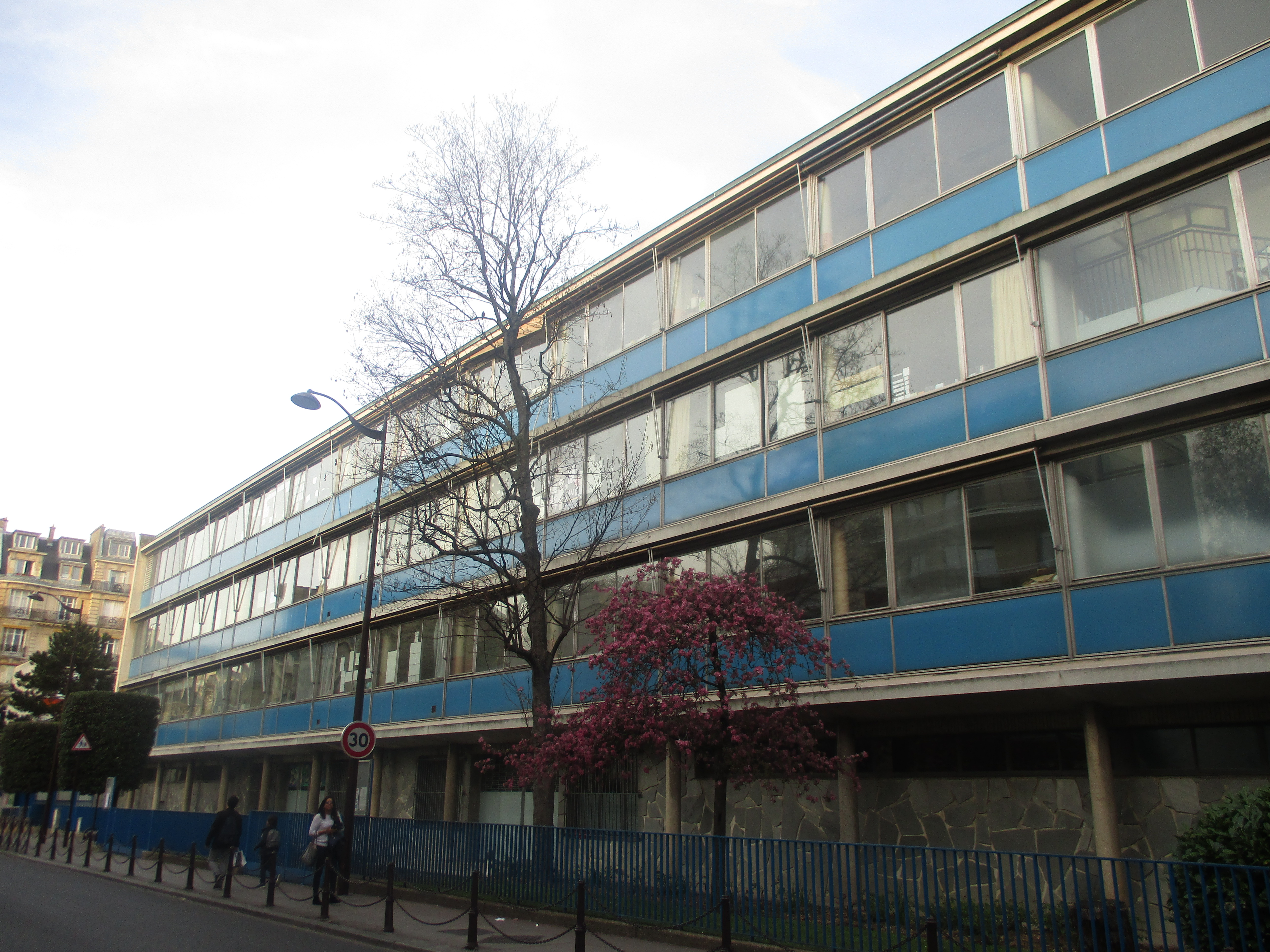
Neuilly : École Bleue, 2017.

- Dans l'intervalle de 1875 à 1887, à cause de différends doctrinaux au sein de la communauté protestante de Neuilly-sur-Seine, la partie plus orthodoxe, proche de l’Église réformée évangélique, se sépara temporairement du « camp libéral » et créa un nouveau temple rue du Marché[5]. En 1887, elle revint à l'angle du boulevard d'Inkermann.
- La galeriste Iris Clert y a vécu.
- Le trader Jérôme Kerviel y a habité en 2005[6].
- Au no 63, une maison construite en 1908 par l'architecte Georges Guiard et agrandie en 1914 par Gustave Rondeau[7].
- École communale, autrefois connue sous le nom d' « école bleue »[8].